# City Connection
City Connection (シティコネクション Shiti Konekushon) é um jogo de vídeo desenvolvido e publicado em 1985 por Jaleco para o arcade no Japão e publicado pela Kitcorp como fora Cruisin 'do Japão.